# Pies nierasowy

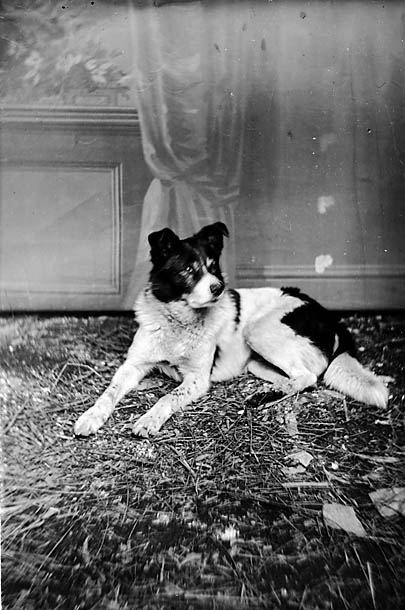
Pies nierasowy, fot. Thomas, John, około 1875.

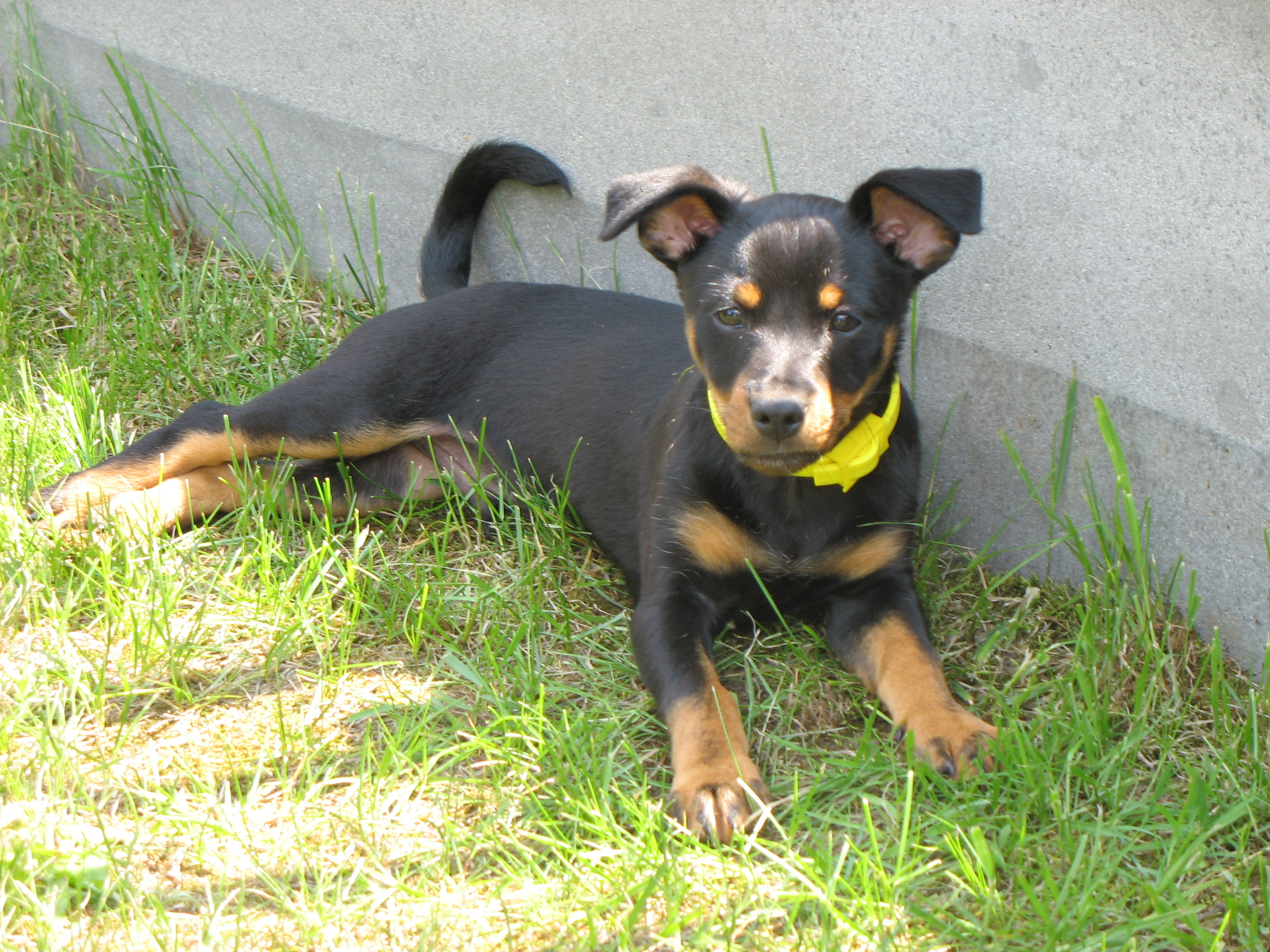
Szczenię psa nierasowego

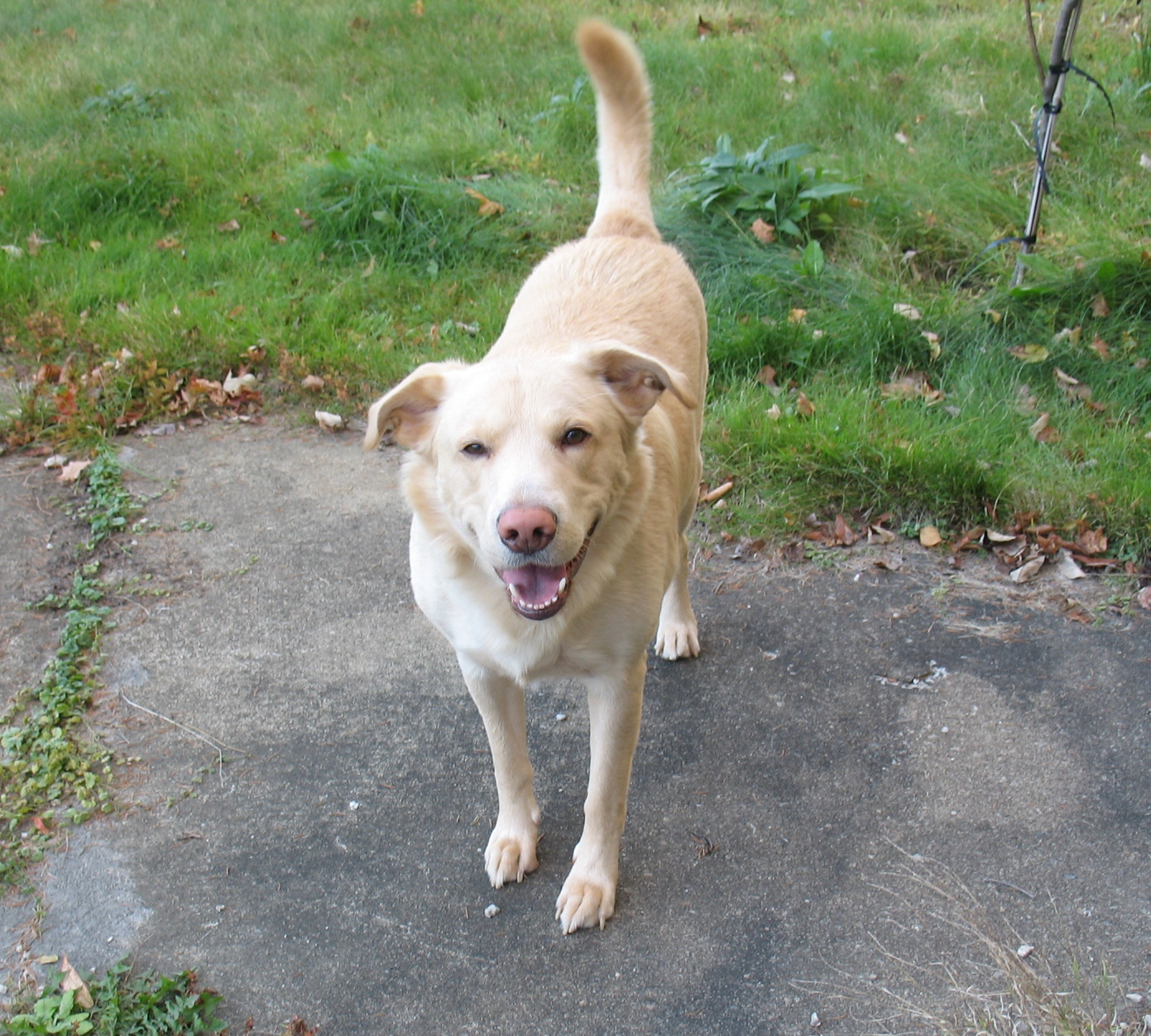
Mieszaniec labradora i owczarka niemieckiego

Pies nierasowy – pies, który nie jest zaliczany do żadnej z ras psów. Potocznie określany również jako „mieszaniec”, „wielorasowiec” lub „kundel”.

## Charakterystyka
Między mieszańcem (wielorasowcem) a kundlem istnieje wyraźne rozgraniczenie. Mieszaniec jest wynikiem skrzyżowania dwóch odrębnych ras. Może ono być przypadkowe lub celowe, w celu uzyskania osobnika łączącego w sobie cechy ras do których należą rodzice. Dalsza hodowla mieszańców w kierunku określonego typu może doprowadzić do powstania nowej rasy. Kundel natomiast jest potomkiem psów nieokreślonego lub nieznanego pochodzenia, zazwyczaj powstałym przypadkowo (w wyniku nieupilnowania przez właścicieli). Obecnie w Polsce coraz mniej jest „prawdziwych” kundli (nie mających wśród swoich przodków przedstawicieli żadnej rasy); najczęściej można je spotkać tam, gdzie psy puszczane są przez właścicieli wolno (np. wypuszczane na noc na nieogrodzony teren; takie psy mogą łączyć się w watahy).
Hodowla mieszańców bywa alternatywą dla hodowli odizolowanych populacji rasowych psów, w których doszło do depresji inbredowej. Hodowla psów w obrębie zamkniętej księgi stadnej może powodować szereg problemów zdrowotnych wynikających z bliskiego pokrewieństwa między wszystkimi osobnikami w danej rasie, oraz z wyolbrzymiania określonych cech, które nagradzane są na wystawach psów.
W angielskim nazewnictwie istnieje podział psów na: będące potomkami rodowodowych rodziców tej samej rasy, czyli psy rodowodowe (purebred), potomstwo psów tego samego typu, ale różnych ras np. charta afrykańskiego i charta węgierskiego (inter-bred), mieszańców pochodzących od rasowych rodziców innej rasy i typu, np. potomek dobermana i wyżła niemieckiego długowłosego (cross-bred), psy będące efektem skrzyżowania się psa rasowego (rodowodowego) z nierasowym (half-bred), oraz psy będące potomkami nierasowych rodziców (mongrel, czyli kundel – określenie pejoratywne).

## Badania naukowe
Prof. Wiesław Bogdanowicz z Muzeum i Instytutu Zoologii PAN w Warszawie dowodzi, że współczesne kundle pochodzą od psów, które dotarły do obszarów zachodniej Eurazji z neolitycznymi farmerami z Azji Wschodniej. Dowodzi także, że kundle (rozmnażające się poza kontrolą człowieka) są bliższe genetycznie do psiego praprzodka, w porównaniu z psami rasowymi. Są też zdrowsze i mają bardziej wyostrzone zmysły. Badacze sądzą, że kundle mogły wykształcić większą znajomość psychologii człowieka dzięki interakcji z ludźmi.